# Time (album d'Electric Light Orchestra)
Pour les articles homonymes, voir Time.
Albums de Electric Light Orchestra
Xanadu
(1980) Secret Messages
(1983)
Singles
1. Hold on Tight
Sortie : juillet 1981
2. Twilight
Sortie : octobre 1981
3. Here Is the News / Ticket to the Moon
Sortie : janvier 1982
4. Rain Is Falling
Sortie : janvier 1982
5. The Way Life's Meant to Be
Sortie : mars 1982

Time est le neuvième album studio du groupe de rock britannique Electric Light Orchestra. Il est sorti en août 1981 sur le label Jet Records.

## Historique
Il s'agit d'un album-concept relatant l'histoire d'un homme de 1981 qui est emporté dans le futur en 2095 par des voyageurs temporels. Il reste incrédule devant ce voyage impossible, il se demande si tout ceci ne serait pas qu'un rêve, il se rend toutefois rapidement compte que les voyageurs ne le ramèneront pas à son époque et il reste coincé dans le futur (Twilight ; Rain is Falling). Il rencontre une femme extraordinaire, qui s'avère être un ordinateur, malgré toutes ses aptitudes, elle ne peut pas comprendre son humanité (Yours Truly, 2095). Il bénéficie de technologies inimaginables pour son époque, mais tout ce qu'il veut est revoir celle qu'il aime (Ticket to the Moon). Il retourne à l'endroit où il vivait, mais tout a changé, il ne reconnaît plus rien (The Way Life's Meant to Be ; Julie Don't Live Here). Il n'aime pas ce futur, qui n'apporte pas que des évolutions positives : les informations en continu parlant de sujets futiles (Here Is the News), les commuters et la versatilité des réseaux sociaux (21st Century Man). Il finira par retourner à son époque et retrouver celle qu'il aime, qui ne peut pas croire tout ce qu'il a vécu (The Bouncer).
Bien que la plupart des chansons de l'album forment une continuité, le style musical varie d'une chanson à l'autre, plusieurs thèmes évoquant la nostalgie et la mélancolie (Ticket to the Moon ; 21st Century Man ; When Time Stool Still) et sont équilibrés par des titres énergiques (Twilight ; From the End of the World ; Julie Don't Live Here) ou plus légers (The Way Life's Meant to Be ; The Lights Go Down). Jeff Lynne fait preuve d'une anticipation du futur d'une précision stupéfiante pour le début des années 1980 avec les textes des chansons Yours Truly, 2095 (« She does the things you do, but she is an IBM », « she's only programmed to be very nice, but she's as cold as ice », « all she says - is that what you want ? ») et 21st Century Man (« Fly across the city, rise above the land, you can do most anything now you're a 21st century man », « One day you're a hero, next day you're a clown, there's nothing that is in between »).

## Titres
Toutes les chansons sont écrites et composées par Jeff Lynne.
| 1. | Prologue                   | 1:15 |
| 2. | Twilight                   | 3:35 |
| 3. | Yours Truly, 2095          | 3:15 |
| 4. | Ticket to the Moon         | 4:06 |
| 5. | The Way Life's Meant to Be | 4:36 |
| 6. | Another Heart Breaks       | 3:46 |

| 7.  | Rain Is Falling           | 3:54 |
| 8.  | From the End of the World | 3:16 |
| 9.  | The Lights Go Down        | 3:31 |
| 10. | Here Is the News          | 3:49 |
| 11. | 21st Century Man          | 4:00 |
| 12. | Hold on Tight             | 3:05 |
| 13. | Epilogue                  | 1:30 |

Une édition remastérisée est sortie en 2001 avec trois titres bonus provenant des faces B des singles sortis à l'époque.
| 14. | The Bouncer (face B de Four Little Diamonds)    | 3:14 |
| 15. | When Time Stood Still (face B de Hold on Tight) | 3:33 |
| 16. | Julie Don't Live Here (face B de Twilight)      | 3:42 |

## Musiciens
- Electric Light Orchestra :
  - Jeff Lynne : chant, chœurs, guitares, piano, synthétiseurs
  - Bev Bevan : batterie, percussions
  - Richard Tandy : pianos, synthétiseurs, guitare
  - Kelly Groucutt : basse, chœurs

- Musiciens supplémentaires :
  - Sandi: voix féminine sur Yours Truly, 2095
  - Ghislaine: chant en français sur Hold on Tight

## Classements et certifications

### Album
| Pays             | Durée du classement | Meilleur classement |
| ---------------- | ------------------- | ------------------- |
| Allemagne        | 41 semaines         | 1er                 |
| Autriche         | 16 semaines         | 2e                  |
| Canada           | 18 semaines         | 7e                  |
| États-Unis       | 20 semaines         | 16e                 |
| France           | 28 semaines         | 16e                 |
| Italie           | -                   | 19e                 |
| Norvège          | 17 semaines         | 2e                  |
| Nouvelle-Zélande | 16 semaines         | 10e                 |
| Pays-Bas         | 19 semaines         | 2e                  |
| Royaume-Uni      | 32 semaines         | 1er                 |
| Suède            | 19 semaines         | 1er                 |
| Suisse           | 8 semaines          | 1er                 |

| Pays        | Certification | Ventes    | Date       |
| ----------- | ------------- | --------- | ---------- |
| Allemagne   | Or            | 250 000 + | 1981       |
| Australie   | Platine       | 130 000 + | 1982       |
| États-Unis  | Or            | 500 000 + | 05/10/1981 |
| Royaume-Uni | Platine       | 300 000 + | 22/02/1982 |

### Singles
| Date | Single                     | Chart                  | Durée du classement | Position |
| ---- | -------------------------- | ---------------------- | ------------------- | -------- |
| 1981 | Hold On Tight              | Hot 100                | 19 semaines         | 10e      |
| 1981 | Hold On Tight              | Mainstream Rock Tracks | 16 semaines         | 2e       |
| 1981 | Hold On Tight              | UK Singles Chart       | 12 semaines         | 4e       |
| 1981 | Hold On Tight              | Single Top 100         | 26 semaines         | 2e       |
| 1981 | Hold On Tight              | Ö3 Austria Top 40      | 16 semaines         | 2e       |
| 1981 | Hold On Tight              | (V) Ultratop           | 11 semaines         | 4e       |
| 1981 | Hold On Tight              | RPM Top Singles        | 14 semaines         | 6e       |
| 1981 | Hold On Tight              | Top 100                | 16 semaines         | 24e      |
| 1981 | Hold On Tight              | VG-lista               | 6 semaines          | 7e       |
| 1981 | Hold On Tight              | RMNZ Singles Top40     | 13 semaines         | 7e       |
| 1981 | Hold On Tight              | Mega Top 50            | 11 semaines         | 10e      |
| 1981 | Hold On Tight              | Sverigetopplistan      | 7 semaines          | 10e      |
| 1981 | Hold On Tight              | Schweizer Hitparade    | 14 semaines         | 1er      |
| 1981 | Twilight                   | Hot 100                | 11 semaines         | 38e      |
| 1981 | Twilight                   | UK Singles Chart       | 7 semaines          | 30e      |
| 1981 | Twilight                   | Single Top 100         | 17 semaines         | 17e      |
| 1981 | Twilight                   | Ö3 Austria Top 40      | 6 semaines          | 15e      |
| 1981 | Twilight                   | (V) Ultratop           | 3 semaines          | 26e      |
| 1981 | Twilight                   | Mega Top 50            | 6 semaines          | 18e      |
| 1982 | Here Is the News           | UK Singles Chart       | 8 semaines          | 24e      |
| 1982 | Here Is the News           | Single Top 100         | 6 semaines          | 61e      |
| 1982 | The Way Life's Meant to Be | Single Top 100         | 10 semaines         | 30e      |